# مارپیچ دورشته‌ای اسید نوکلئیک

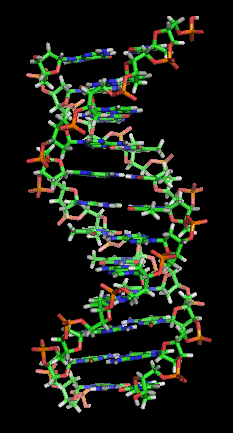
دو ناحیهٔ مکمل از مولکول‌های اسیدنوکلئیک به هم متصل شده و یک ساختار مارپیچی دوتایی که توسط جفت‌بازها نگه داشته می‌شود.

در زیست‌شناسی مولکولی، اصطلاح مارپیچ دورشته‌ای اسید نوکلئیک یا مارپیچ مضاعف (به انگلیسی: Nucleic acid double helix) به ساختاری گفته می‌شود که توسط جفت‌بازهایی از اسیدهای نوکلئیک، تشکیل یک دورشته‌ای مانند دی‌ان‌ای را می‌دهد. ساختار دو مارپیچ یک مجموعه اسید نوکلئیک بیان‌گر ساختار ثانویه آن است، و یک اصل بنیادی و اساسی در تعیین ساختار سوم آن است. این اصطلاح با انتشار کتاب "دو مارپیچ: یک گزارش شخصی از کشف ساختار دی‌ان‌ای" توسط جیمز واتسون در سال ۱۹۶۸ وارد فرهنگ عامه شد.
بیوپلیمر مارپیچ دوگانه دی‌ان‌ای، توسط نوکلئوتیدهایی که به‌صورت جفت‌باز در کنار هم قرار می‌گیرند، ایجاد می‌شود. B-DNA، متداول‌ترین ساختار مارپیچی دوتایی است که در طبیعت مشاهده می‌شود. مارپیچ مضاعف دارای 10 – ۱۰٫۵ جفت باز در هر دور از مارپیچ خود است. ساختار مارپیچ دوگانهٔ دی‌ان‌ای، شامل یک شیار بزرگ و یک شیار جزئی است. در B-DNA، شیار اصلی از شیار جزئی گسترده‌تر است. با توجه به اختلاف در عرض شیار اصلی و شیار جزئی، بسیاری از پروتئین‌هایی که به B-DNA متصل می‌شوند از طریق شیار بزرگ‌تر و وسیع‌تر این کار را انجام می‌دهند.